# استنجام

استنجام اثنا عشري أضلاع.

في الهندسة الرياضية، استنجام (بالإنجليزية: Stellation)‏ هي عملية إنشاء متعدد أكناف جديد، أي مضلع أو متعدد وجوه أو متعدد خلايا وغير ذلك، وذلك عن طريق تمديد أضلاع المضلع (أو وجوه متعدد الوجوه) إلى أن تتقاطع مرة أخرى. تكون الأشكال الجديدة الناتجة عن التمديد هي أشكال مُستنجَمة.